# Star Trek: Section 31

Star Trek: Secțiunea 31 (în engleză Star Trek: Section 31) este un film american de televiziune științifico-fantastic din 2025 regizat de Olatunde Osunsanmi după un scenariu de Craig Sweeny pentru serviciul de streaming Paramount+. În rolurile principale au interpretat actorii Michelle Yeoh ca Philippa Georgiou, Omari Hardwick ca Alok și Sam Richardson ca Quasi.
Este primul film de televiziune și al paisprezecelea film din franciza Star Trek și face parte din Universul Star Trek extins al producătorului executiv Alex Kurtzman. Un spin-off al serialului Star Trek: Discovery, filmul are loc în „era pierdută” a francizei, între filmele Star Trek: Seria originală și serialul Star Trek: Generația următoare. O urmărește pe Philippa Georgiou în timp ce lucrează cu Secțiunea 31, o organizație secretă a Flotei Stelare însărcinată cu protejarea Federației Unite a Planetelor și trebuie să înfrunte păcatele trecutului ei.
Michelle Yeoh joacă rolul lui Georgiou, preluând rolul din Discovery. Dezvoltarea unui serial spin-off cu Yeoh a fost confirmată în ianuarie 2019, dar producția a fost amânată de pandemia de COVID-19. Un alt serial spin-off Discovery, Star Trek: Strange New Worlds, a avut prioritate. Secțiunea 31 a fost regândit ca un film, care a fost anunțat în aprilie 2023. Omari Hardwick, Sam Richardson, Robert Kazinsky, Kacey Rohl, Sven Ruygrok, James Hiroyuki Liao, Humberly González și Joe Pingue sunt ceilalți actori din distribuția principală. Filmările au avut loc în Toronto, Canada, din ianuarie până în martie 2024. Filmul a fost produs de CBS Studios în asociere cu Secret Hideout, Action This Day! și Roddenberry Entertainment.
Star Trek: Secțiunea 31 a fost lansat pe Paramount+ la 24 ianuarie 2025. Filmul a avut în mare parte reacții negative din partea criticilor, unii dintre aceștia au sugerat că este cea mai proastă intrare din franciza Star Trek. A devenit filmul sau serialul de televiziune Star Trek cu cea mai slabă cotă de pe site-ul agregator de recenzii Rotten Tomatoes, care a raportat un scor de aprobare de 17% și o evaluare medie de 4,30 din 10 pe baza a 46 de recenzii.  

## Rezumat
În Universul Oglindă, un univers alternativ guvernat de nemilosul Imperiu Terran, adolescenta Philippa Georgiou se întoarce acasă după un concurs mortal pentru determinarea următorului împărat. Ea dezvăluie familiei ei că s-a împrietenit cu un băiat pe nume San și i-au învins pe ceilalți tineri concurenți împreună. Pentru a revendica tronul, Georgiou taie toate legăturile cu viața ei anterioară, otrăvindu-și familia. Oficialii imperiali sosesc cu San, care nu a reușit să-și ucidă propria familie, iar Georgiou îl înrobește în timp ce ea urcă pe tron.
În Universul Prim al francizei, la începutul secolului al XXIV-lea, agenți ai diviziei secrete ai Flotei Stelare, Secțiunea 31, sunt trimiși pe stația spațială Baraam aflată în afara spațiului Federației. Georgiou, după ce a călătorit în Universul Prim și s-a alăturat Flotei Stelare pentru un timp, se prezintă drept proprietara Baraam, „Madame du Franc”. Agentul Secției 31 Alok Sahar o convinge pe Georgiou să se alăture echipei sale, care îi include pe: Melle, un Deltan irezistibil; Quasi, un Chameloid care își schimbă formă; Zeph, care folosește un exoschelet mecanic; Rachel Garrett, un ofițer al Flotei Stelare; și Fuzz, un Nanokin microscopic care pilotează un costum robotic care arată ca un Vulcanian. Aceștia îl interceptează pe dealerul de arme Dada Noe pe Baraam și Georgiou activează un „dispozitiv de fază” (phase pod) pe arma pe care o vinde, astfel încât doar cei care au propriul dispozitiv de fază să o poată atinge. O siluetă mascată cu un astfel de dispozitiv ia arma și o ucide pe Melle. Înainte ca intrusul să se teleporteze de pe stație, Georgiou recunoaște arma ca fiind „Mâna lui Dumnezeu” care a fost dezvoltată în Universul Oglindă la porunca ei. Este concepută pentru a distruge tot ce îi este în cale.
Alok câștigă încrederea lui Georgiou dezvăluindu-i povestea de fundal: el este originar din secolul al XX-lea, iar familia sa a fost ucisă în timpul războaielor eugenice de către un lord al războiului pe nume Giri, care l-a îmbunătățit pe Alok și l-a pus să comită atrocități în numele ei. Perechea îl interoghează pe Dada Noe într-o casă sigură din Secțiunea 31 și află că și el este din Universul Oglindă, că a furat Mana lui Dumnezeu dintr-o instalație de arme ca să o vândă Imperiului Terran care plănuia să intre în Universul Prim printr-o gaură de vierme și să o cucerească. Când casa sigură este sabotată și nava lor este distrusă, echipa Secției 31 crede că bărbatul mascat a fost informat de unul dintre ei. Zeph dispare, iar ceilalți îl suspectează că el este cârtița, dar îl găsesc mort și dovezile îl implică pe Garrett drept ucigaș. Georgiou deduce că Fuzz s-a infiltrat în exoscheletul lui Zeph, l-a forțat să le saboteze comunicațiile și apoi să se sinucidă și a plantat dovezile. Fuzz este teleportat departe, dar mai întâi dezvăluie că San, pe care Georgiou îl credea mort, este bărbatul mascat.
Echipa îl urmărește pe San. Quasi și Garrett dau jos scuturile lui San cu dispozitivul de tractare, în timp ce Georgiou și Alok se teleportează pe nava lui. Alok se luptă cu costumul robot al lui Fuzz. San intenționează să distrugă Universul Prim cu Mâna Domnului și să-și creeze propriul imperiu, care va fi condus cu „îndurare dreaptă”, în contrast cu dictatura crudă a lui Georgiou. În timp ce perechea se luptă, Mâna Domnului este activată din neatenție. San încearcă să-l înjunghie pe Georgiou, dar ea îl blochează, iar el se înjunghie mortal, murind în brațele ei. Alok și Georgiou decid să zboare cu nava lui San prin gaura de vierme, sacrificându-se în timp ce direcționează Mâna Domnului în Universul Oglindă. Quasi îi teleportează de pe navă în ultimul moment.
Trei săptămâni mai târziu, membrii supraviețuitori ai echipei se reunesc pe Baraam. Lor li se alătură soția lui Fuzz, Wisp, care pilotează un costum robot Vulcanian identic și crede că soțul ei a supraviețuit exploziei. „Control”, directorul Secției 31, contactează echipa cu privire la următoarea lor misiune, care va avea locpe Turkana IV.

## Distribuție
- Michelle Yeoh – Philippa Georgiou:

Conducătorul Imperiului Terran din Universul Oglindă care a călătorit în Universul Prim și s-a alăturat Flotei Stelare. Yeoh a sperat ca personajul să nu-și piardă „avantajul” ca împărăteasa Georgiou, în ciuda lecțiilor învățate despre compasiune și umanitate în timpul petrecut în Star Trek: Discovery. Georgiou a părăsit acest serial și a călătorit într-un alt punct al cronologiei Star Trek, unde este proprietara Baraam, un club de noapte din afara spațiului Federației. Miku Martineau o portretizează pe tânăra Georgiou.
- Omari Hardwick – Alok:

Un agent al Secțiunii 31 din secolul al XX-lea, care are o „minte strategică” cu „o mulțime de probleme mentale”. Alok vrea ca Georgiou să plătească pentru trecutul ei alăturându-se echipei sale pentru o misiune ascunsă. 
- Sam Richardson – Quasi:

Un agent al Secțiunii 31 care este „dezinteresat de iluziile utopiei”. Quasi este un Chameloid, o specie extraterestră care își schimbă forma și a fost introdusă în filmul Star Trek VI: Tărâmul nedescoperit (1991).
- Robert Kazinsky – Zeph:
 un agent din Secțiunea 31 care trăiește și lucrează într-un exoschelet mecanic[18][20]
- Kacey Rohl – Rachel Garrett:
 viitorul căpitan al USS Enterprise-C,[22] care reprezintă Flota Stelară în echipa Secțiunii 31
- Sven Ruygrok – Fuzz și Wisp:
 agenți microscopici Nanokin ai Secțiunii 31 care pilotează costume robotice care arată ca vulcanienii
- James Hiroyuki Liao – San:
 fostul iubit și rival al lui Georgiou pentru tronul Terran, pe care l-a înrobit la ascensiune. James Huang îl portretizează pe tânărul San.
- Humberly González – Melle:
 un agent al Secțiunii 31 care își folosește „magnetismul irezistibil” în beneficiul diviziei, spre deosebire de alți Deltani din Flota Stelară care depun jurământ de celibat[18][20]

- Joe Pingue ca Dada Noe: un traficant de arme din Universul Oglindă

În plus, Jamie Lee Curtis are o apariție cameo în rolul lui „Control”, directorul îmbunătățit cibernetic al Secțiunii 31.